# Kreuz Bochum
Het Kreuz Bochum is een knooppunt in Duitse deelstaat Noordrijn-Westfalen. Op dit klaverbladknooppunt bij Bochum kruist de A40 (Venlo-Dortmund) de A43 (Münster-Wuppertal).

## Geografie
Het Kreuz Bochum ligt binnen de grenzen van Bochum in het stadsdeel Nord. Nabijgelegen stadsdelen zijn Laer, Werne, Bergen, Gerthe en Harpen. Het knooppunt ligt ongeveer 5 km ten noordoosten van het centrum van Bochum en ongeveer 15 km ten westen van Dortmund.

## Rijstroken
Nabij het knooppunt hebben beide snelwegen 2x2 rijstroken. Alle verbindingsbogen in het knooppunt hebben één rijstrook.

## Verkeersintensiteiten
In 2010 werd het knooppunt dagelijks door ongeveer 180.000 voertuigen gebruikt.
| Van                     | Naar                  | Gemiddeld aantal voertuigen per dag | Percentage vrachtverkeer |
| ----------------------- | --------------------- | ----------------------------------- | ------------------------ |
| AS Bochum-Stadion (A40) | AK Bochum             | 95.900                              | 8,0 %                    |
| AK Bochum               | AS Bochum-Werne (A40) | 96.500                              | 8,1 %                    |
| AS Bochum-Riemke (A43)  | AK Bochum             | 88.200                              | 7,9 %                    |
| AK Bochum               | AS Bochum-Laer (A43)  | 83.100                              | 7,6 %                    |

## Richtingen knooppunt
| Aansluitende wegen                      | Aansluitende wegen | Aansluitende wegen                                   | Aansluitende wegen | Aansluitende wegen |
| --------------------------------------- | ------------------ | ---------------------------------------------------- | ------------------ | ------------------ |
| richting Herne / Recklinghausen Münster |                    |                                                      |                    |                    |
|                                         |                    |                                                      |                    |                    |
| richting Bochum / Essen                 | richting Dortmund  |                                                      |                    |                    |
|                                         |                    |                                                      |                    |                    |
|                                         |                    | richting Bochum-Laer / Witten Düsseldorf / Wuppertal |                    |                    |